# Юбер Пиерло
Юбѐр Марѝ Йожѐн Пиерло̀ (на френски: Hubert Marie Eugène Pierlot, [ybɛʁ maʁi øʒɛn pjɛʁlo]) е белгийски политик от Католическата партия, министър-председател по време на Втората световна война.

## Биография
Юбер Пиерло е роден на 23 декември 1883 година в Кюньон (днес част от Бертрикс) в заможно семейство. През 1910 година завършва политически науки в Льовенския католически университет. Служи като доброволец през Първата световна война и се уволнява като лейтенант.
След войната Пиерло е депутат в парламента на провинция Люксембург и на Белгия. Участва в няколко правителства като вътрешен министър (1934 – 1935), министър на земеделието (1934 – 1935 и 1936 – 1939) и външен министър (1939). В началото на 1939 година става министър-председател начело на коалиция със социалистите, а след това с либералите.
След германското нападение през май 1940 година Юбер Пиерло влиза в конфликт с крал Леополд III, който е склонен към капитулация, докато Пиерло и правителството напускат страната, за да продължат съпротивата в изгнание. Пиерло ръководи правителството в Лондон, участвайки активно във военните усилия на Съюзниците. Връща се в Белгия през септември 1944 година, но няколко месеца по-късно се оттегля, подложен на натиск както от левицата, така и от десницата, в която е сред малкото опоненти на Леополд III по време на кризата с Кралския въпрос. След оттеглянето си получава графска титла и почетната длъжност на държавен министър.
Юбер Пиерло умира на 13 декември 1963 година в Юкел.